# Podachaenium
Podachaenium es un género de plantas fanerógamas perteneciente a la familia de las asteráceas. Comprende 11 especies descritas y de estas, solo 4 aceptadas. Se distribuyen por México, Centroamérica y Colombia.

## Descripción
Son árboles que alcanzan un tamaño de hasta 8 m de alto, con madera blanda. Hojas opuestas en la parte inferior, alternas en y cerca de las capitulescencias, las hojas inferiores más grandes casi orbiculares, ca 30 cm de largo y de ancho, las superiores ampliamente ovadas, ca 6–14 cm de largo y de ancho, márgenes angular-lobados, haz escasamente pilosa, envés tomentoso; pecíolos 4–14 cm de largo, tomentosos. Capitulescencias de numerosos capítulos en panículas amplias; capítulos radiados, hemisféricos cuando jóvenes, pero se vuelven rápidamente globosos durante la antesis; involucros escasamente 3 mm de largo; filarias en ca 3 series, obtusas o apenas agudas, tomentosas como los tallos y los pedúnculos; páleas escariosas, plegadas, 3–4.5 mm de largo, persistentes; flósculos del radio con lígulas fértiles, vistosas, ca 1 cm de largo, blancas; flósculos del disco 100–200 o más por capítulo, perfectos y fértiles, las corolas 2.5–3 mm de largo, amarillas. Aquenios del radio 3-angulados, ca 1.5 mm de largo, aquenios del disco con 2 filos, ca 2 mm de largo, todos ahusados más o menos hasta una base estipitada, conspicuamente marginados de blanco pero escasamente alados, cuerpo negro e irregularmente con costillas blancas longitudinales; vilano de escamas, estas con ángulos anchos, plegadas, frecuentemente con el ápice aristado, 1 mm de largo, 2–3 veces tan largas como las escamitas intermedias.

## Taxonomía
El género fue descrito por Benth. ex Oerst. y publicado en Videnskabelige Meddelelser fra Dansk Naturhistorisk Forening i Kjøbenhavn 1852(5–7): 98–99. 1853. La especie tipo es Podachaenium paniculatum Benth. ex Oerst.

## Especies aceptadas
A continuación se brinda un listado de las especies del género Podachaenium aceptadas hasta julio de 2012, ordenadas alfabéticamente. Para cada una se indica el nombre binomial seguido del autor, abreviado según las convenciones y usos.
- Podachaenium chiapanum B.L.Turner & Panero
- Podachaenium eminens (Lag.) Sch.Bip.
- Podachaenium pachyphyllum (Sch.Bip. ex Klatt) "R.K.Jansen, N.A.Harriman & Urbatsch"
- Podachaenium paniculatum Benth. ex Oerst.